# Micropteropus
Micropteropus é um gênero de morcegos da família Pteropodidae.

## Espécies
- Micropteropus intermedius Hayman, 1963
- Micropteropus pusillus (Peters, 1867)